# Tejon Pass
De Tejon Pass (vroeger bekend als Fort Tejon Pass, Portezuelo de Cortes en Portezuela de Castac) is een bergpas in de Verenigde Staten tussen het zuidwestelijke gedeelte van de Tehachapi Mountains en de San Emigdio Mountains. De weg valt onder Interstate 5 en verbindt Central Valley met Zuid-Californië. 

## Geografie
Het hoogste punt van de pas ligt in de uiterste noordwestelijke hoek van Los Angeles County, vlak bij het dorpje Gorman. Dit punt ligt op 1.268 meter, 121 kilometer van het centrum van Los Angeles en 67 kilometer van Bakersfield. 
De pas heeft een geleidelijke stijging van het dal vanaf 415 meter in het zuiden bij Santa Clarita en een steile afdaling aan de noordkant door Grapevine Canyon die uitkomt in het dorp Grapevine op 457 meter. Op de noordwestelijke helling ligt het Fort Tejon State Historic Park, bestaand uit een oude legerpost uit 1854.

## Weer
De Tejon Pass is geopend in de lente, zomer en herfst maar is in de winter gesloten voor de grote kans op slecht weer. Het ongeveer 65 kilometer lange gedeelte tussen Grapevine en Castaic wordt in de winter afgesloten door de California Highway Patrol door veel ijsvorming in combinatie met de steile hellingen van de pas. Als de pas is afgesloten moet men ruim 300 kilometer omrijden via Los Angeles en Bakersfield.